# Matelea haberi
Matelea haberi är en oleanderväxtart som beskrevs av W.D.Stevens. Matelea haberi ingår i släktet Matelea och familjen oleanderväxter. Inga underarter finns listade i Catalogue of Life.